# Ochropleura divisa
Ochropleura divisa är en fjärilsart som beskrevs av Lucas 1959. Ochropleura divisa ingår i släktet Ochropleura och familjen nattflyn. Inga underarter finns listade i Catalogue of Life.